# Lindqvist-Nunatak
Der Lindqvist-Nunatak ist ein 1470 m hoher Nunatak im ostantarktischen Coatsland. In der Shackleton Range ragt er 10 km südlich der Chevreul-Kliffs im östlichen Abschnitt des Shotton-Schneefelds auf.
Luftaufnahmen entstanden 1967 durch die United States Navy, der British Antarctic Survey nahm zwischen 1968 und 1971 Vermessungen der Formation vor. Das UK Antarctic Place-Names Committee benannte ihn 1972 nach dem schwedischen Erfinder Frans Wilhelm Lindqvist (1862–1931), der 1892 den Primus-Kocher entwickelt hatte.